# Molch (Schiffbau)

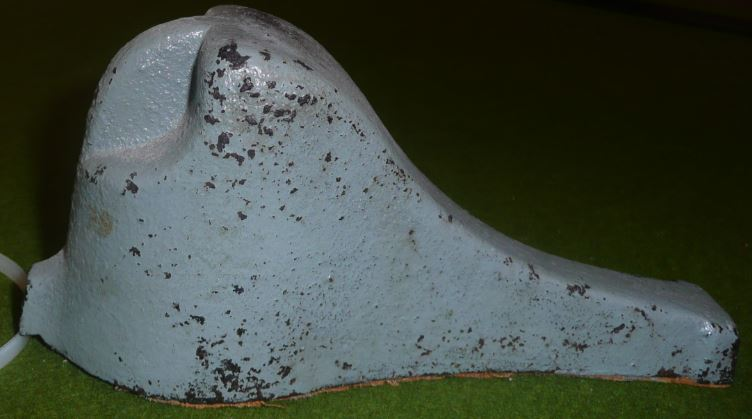
Ein Molch

Molche (offiziell als Strakgewichte bezeichnet) werden im Schiffbau die Gewichte genannt, mit denen die beim Zeichnen des Schiffsentwurfs verwendeten (Kurven-)Lineale fixiert werden, um deren Verschieben zu verhindern.
Im Schiffbau dienen Molche und (Strak-)Latten als Hilfsmittel zum Entwerfen, Zeichnen und Optimieren von Linienrissen: die Straklatte als Lineal für schwach gekrümmte Kurven wie zum Beispiel Wasserlinien und Spantarealkurven und die Molche, um sie in vorgegebenen Punkten zu beschweren und zu fixieren. Ein Molch ist ein ca. 2 kg schweres Gewicht, zur Schonung der Zeichnung auf der Unterseite mit Filz beklebt, von länglicher Gestalt und mit einem Vorsprung versehen, der auf die Straklatte gelegt wird. Um die Kurve zu glätten, hebt man der Reihe nach die Molche an. Wenn der Kurvenverlauf ideal den elastischen Eigenschaften der Straklatte folgt, „springt“ diese nicht mehr beim Anheben eines einzelnen Molchs und ist dann jeweils lokal harmonisch; in der Gesamtheit eine „gute“ Kurve.
Zwar werden Schiffsrümpfe schon seit Jahrzehnten mit CAD entworfen, aber an vielen Schiffbau-Versuchsanstalten, entsprechenden Universitätsinstituten und Berufsschulen für Bootsbauer dienen Molche und Straklatten immer noch als Handwerkzeug bei der Ausbildung in den Ingenieur- und Handwerksberufen. Diese Arbeitsmethode wird beibehalten, um zu vermitteln, was Linienrisse und Spantenrisse sind und wie sie sich gegenseitig beeinflussen. Obwohl rechnergestützte Methoden mittlerweile Standard sind, gibt es eine Menge Programme, bei denen das grundlegende Verständnis dessen, was mit dem Programm entworfen wird, weiterhin vonnöten ist.